# بیت‌تورنت (نرم‌افزار)
بیت‌تورنت (به انگلیسی: BitTorrent) یک کلاینت بیت‌تورنت است که برام کوهن و شرکت بیت‌تورنت آن را توسعه داده‌اند و برای بارگذاری و بارگیری پرونده‌ها از طریق پروتکل بیت‌تورنت استفاده می‌شود. این نرم‌افزار اولین کلاینتی است که برای این پروتکل نوشته شده‌است. از زمان نسخه ۶٫۰، سرویس گیرنده بیت‌تورنت تغییر برند میوتورنت است. در نتیجه، دیگر منبع باز نیست و یک آگهی افزار است. این نرم‌افزار در حال حاضر برای سیستم عامل‌های مایکروسافت ویندوز، مک، لینوکس، آی‌اواس و اندروید در دسترس است.

## تاریخچه
برام کوهن این پروتکل را در آوریل ۲۰۰۱ طراحی کرد و اولین پیاده‌سازی کلاینت بیت‌تورنت را در ۲ ژولای ۲۰۰۱ منتشر کرد. اکنون توسط شرکت کوهن BitTorrent , Inc نگهداری می‌شود.
قبل از نسخه ۶٫۰، بیت‌تورنت به زبان پایتون نوشته شده بود و نرم‌افزار آزاد بود. نسخه‌های اولیه ای که قبل از ۳۰ دسامبر ۲۰۰۱ منتشر شده بودند در مالکیت عمومی بودند اما پروانه نداشتند. نسخه‌های بالاتر و خود نسخهٔ ۳٫۴٫۲ تحت پروانه ام‌آی‌تی منتشر شدند. کد منبع نسخهٔ 4.x و 5.x تحت پروانهٔ BitTorrent Open Source، نسخهٔ اصلاح شده پروانهٔ منبع باز Jabber منتشر شدند. نسخهٔ ۴٫۰ و ۵٫۳ تحت GPL منتشر شدند.